# Cercobarcon rieki
Cercobarcon rieki är en stekelart som beskrevs av Vladimir Ivanovich Tobias 1979. Cercobarcon rieki ingår i släktet Cercobarcon och familjen bracksteklar. Inga underarter finns listade i Catalogue of Life.